# Origes
Origes là một chi nhện trong họ Sparassidae.